# Khalifatul Masih
Leden van de Ahmadiyya Moslim Gemeenschap geloven dat de Khalifatul Masih de tweede manifestatie is van het kalifaat. Khalifatul Masih betekent letterlijk "opvolger van de Messias". De Ahmadiyya Moslim Gemeenschap gelooft namelijk dat hun stichter Mirza Ghulam Ahmad de beloofde Messias en Mahdi was. De kalief is de religieuze leider van de gemeenschap, en wordt verkozen door vertegenwoordigers van de Ahmadi-moslims uit alle landen.

## Lijst van kaliefen

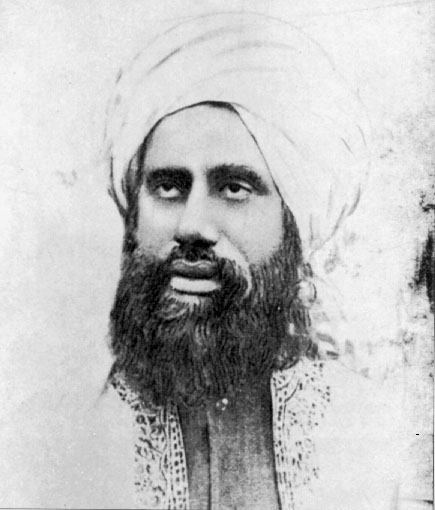
Alhaaj Maulana Hakeem Nooruddin was de eerste Khalifatul Masih.

1. Hazrat Hakeem Nooruddin (1908-1914)
2. Hazrat Mirza Bashiruddin Mahmood Ahmad (1914-1965)
3. Hazrat Mirza Nasir Ahmad (1965-1982)
4. Hazrat Mirza Tahir Ahmad (1982-2003)
5. Hazrat Mirza Masroor Ahmad (2003-heden)